# Carmen Parra
Pour les articles homonymes, voir Parra (homonymie).
Carmen Parra (né le 12 novembre 1944 à Mexico) est une artiste peintre mexicaine avec une longue carrière dans des thèmes liés au patrimoine culturel du Mexique. Son travail s'inspire de l'art iconographique de la Nouvelle-Espagne : anges, archange, aigles, papillons et fleurs.

## Biographie
Carmen Parra est la fille de l'architecte Manuel Parra Mercado (es) et de María del Carmen Rodrìguez Peña. Elle étudie au lycée no 5 à l'université nationale autonome du Mexique (UNAM), suit des études d'anthropologie sociale à l'École nationale d'anthropologie et d'histoire, puis elle fait un Grand Tour en étudiant le graphisme pour le cinéma au Royal College of Art de Londres, la peinture à l'Académie des Beaux-Arts à Rome, et la musique à l'Institut Villalobos de Rio de Janeiro. À son retour au Mexique, elle devient l'élève de Juan Soriano et termine ses études d'art.
Elle maîtrise de nombreuses techniques de peinture, notamment à l'huile, la gouache, la sérigraphie et le papier d'amate.
Elle commence à accéder à la notoriété à partir de 1980 et ouvre sa carrière à l'international en 1993 lors d'une exposition à Madrid.
La VIIe assemblée législative du District fédéral (ALDF) lui décerne la médaille du mérite dans les Arts en 2017.
Elle reçoit le prix Cervantina 2022 au cours du El Cervantino (en) pour son travail inlassable dans la diffusion de l'art et la préservation du patrimoine culturel mexicain.

## Liste des expositions
- 2015 Carmen Parra and José Antonio Farrera, La flor de loto y el cardo, México City.
- 2015 Carmen Parra and Beppe Vesco, Un uomo in fuga, il Caravaggio, Italy.
- 2015 Carmen Parra, Suave Patria, El Aire, Centro de Arte, A. C., México D.F.
- 2011 Carmen Parra, República del Aire: el Águila contra la Patria en extinción, Vicente Quirarte, Cultural Diffusion Coordination, UNAM, Mexico City.
- 2000 Carmen Parra, Mariposa Monarca, Polvo de estrellas, Secretaria de Educación Púbica, el Aire Centro de Arte, México City.
- 1997 Carmen Parra, En alas de la palabra, Ed. El aire Centro de Arte y Turner Libros, México City.
- 1993 Carmen Parra, Acercamiento al misterio: La Catedral de México, Secretaria de Desarrollo Social, Ed. El Equilibrista – Turner Libros, Mexico City.
- 1993 La traducción del retorno, Caja Madrid Fundación, Turner Libros, Madrid.

## Publications sur son œuvre
- 2015 Metamorfosis, travesía de Carmen Parra, varios autores, Medicine Faculty, UNAM and The Aspen Institute Mexico, Mexico City.
- 2011 Carmen Parra: Peregrina del aire, varios autores, Fondo editorial de la Plástica Mexicana, Mexico City.
- 2007 La grafostática u Oda a Eiffel, textos de Salvador Elizondo, Pablo Ortiz Monasterio photographies, Talleres Gráficos de la Nación, Mexico City.
- 2005 Sin Cesar, Centro de Cultura Casa Lamm, Mexico City.
- 1997 Der Himmel auf Erden, Eine zeitgenössische Vision des Barock in Mexiko, Erfurt und Moritzburg.
- 1980 Tiempo cautivo, la Catedral de México, textos de Gonzalo Celorio, Galería Arvil, Mexico City.
- (No Date) La Cathédrale de Mexico : Temps captif, Gonzalo Celorio, Secretaria de desarrollo urbano y ecología, México.
- (No Date) Carmen Parra, Angels and Archangels: A vision of the Baroque in Mexico, El Aire Centro de Arte, Mexico City.